# Източна Сърбия
Източна Сърбия е физико-географски дял от Централна Сърбия.
Терминът обозначава субкултурното пространство на историко-географски обособилите се области:
- Поморавие (Южна Морава, Крушевска котловина и Велика Морава с поречието на реките Млава, Пек и Поречка река)
- Тимошко

В исторически аспект областта се припокрива със Западните български земи, включващи и територията на средновековната Белградска област. Въпреки опитите за сърбизиране на българското население в Източна Сърбия, то и сега не говори правилен сръбски език, поради което говорът му се нарича от Белград шопски, торлашки и т.н., но не и какъвто е в действителност – западнобългарски говор.